# ذى الصولع العليا (الرضمة)

تعديل مصدري - تعديل

ذى الصولع العليا هي إحدى قرى عزلة كحلان بمديرية الرضمة التابعة لمحافظة إب، بلغ تعداد سكانها 990 نسمة حسب تعداد اليمن لعام 2004.